# HD97986
HD97986 — хімічно пекулярна зоря спектрального класу B8, що має видиму зоряну величину в смузі V приблизно  7,8.
Вона  розташована на відстані близько 1376,2 світлових років від Сонця.

## Пекулярний хімічний склад
Зоряна атмосфера HD97986 має підвищений вміст 
Si
.